# Bwanga Pilipili
Bwanga Pilipili est une actrice et auteure d'origine congolaise installée en Belgique.

## Biographie
Elle est originaire du Kivu, dans la région des Grands Lacs en République démocratique du Congo.
Elle travaillait pour les Specials Olympics lorsqu'elle a décidé d'embrasser une carrière cinématographique. Elle est diplômée de l’INSAS à Bruxelles en interprétation dramatique ; elle obtient son diplôme en 2012.
Elle joue son premier rôle sur scène en 2013  dans Une saison au Congo d’Aimé Césaire, mise en scène par Christian Schiaretti, au Théâtre national populaire dans laquelle elle incarne le personnage de Pauline Lumumba.
En 2018, elle écrit et met en scène Datcha Congo, transposition de La Cerisaie de Tchekhov. Cette pièce est présentée pour la première fois à Kinshasa au festival international de théâtre Ça se passe à Kin.
Depuis 2019, elle collabore au festival artistique et pluridisciplinaire Bruxelles/Africapitales.
Elle est la sœur du rappeur bruxellois Isha.

## Filmographie

### Cinéma
- 2012 : Tu seras mon allié (court-métrage) de Rosine Mbakam[2]
- 2014 : Les Empreintes douloureuses de Bernard Auguste Kouemo Yanghu (court-métrage)
- 2015 : Black d'Adil El Arbi et Bilall Fallah[2]
- 2016 : Faut pas lui dire
- 2018 : Imbaisable (court-métrage)
- 2019 : Forfait (court-métrage)
- 2020 : Adorables
- 2021 : La Protagoniste (court-métrage)
- 2022 : Les Femmes du square de Julien Rambaldi[5]

### Télévision
- 2012 : À tort ou à raison[9] : Isabelle Gilson
- 2015 : Burkland (3 épisodes)
- 2017 : Engrenages (saisons 6,7 et 8) : Médecin légiste
- 2019 : Prise au piège : Jenn
- 2019 : Unité 42 : Bijou
- 2019 : Les Rivières pourpres[2]
- 2021 : Le Trou : Salomé (websérie)

## Théâtre
- 2013 : Une saison au Congo d'après le texte d'Aimé Césaire mise en scène par Christian Schiaretti : Pauline Lumumba[10]
- 2013 : Les Monologues du vagin d'Eve Ensler mise en scène par Nathalie Uffner[11]
- 2014 : Juke box de Laurence Bibot, Dominique Bréda, Marie-Paule Kumps, Myriam Leroy, Riton Liebman, Sébastien Ministru, Alex Vizorek et Delphine Isaye[12],[13]
- 2017 : La Tragédie du roi Christophe d'Aimé Césaire, mise en scène par Christian Schiaretti[14]
- 2018 : Hate Radio de Milo Rau : Valérie Béméréki[15]
- 2020 : Simon & Garfunkel, My Sister & Me : Art Garfunkel écrit et mise en scène avec Kristien De Proost (nl)[16],[17]

## Écriture
Elle a coécrit Créer en post-colonie. Voix et dissidences belgo-congolaises et a composé la pièce de théâtre Datcha Congo.
Depuis 2012, elle organise des rencontres littéraires dans le cadre de l’association Lingeer.

## Distinctions
- 2018 : Prix de la meilleure actrice pour son premier rôle dans le court métrage Les empreintes douloureuses d’Auguste Bernard au Festival cinéma au féminin de l'Association des femmes cinéastes congolaises [18],[19]
- 2021 : Golden Africa Award d’honneur[5],[20],[21]